# Diamantsutran

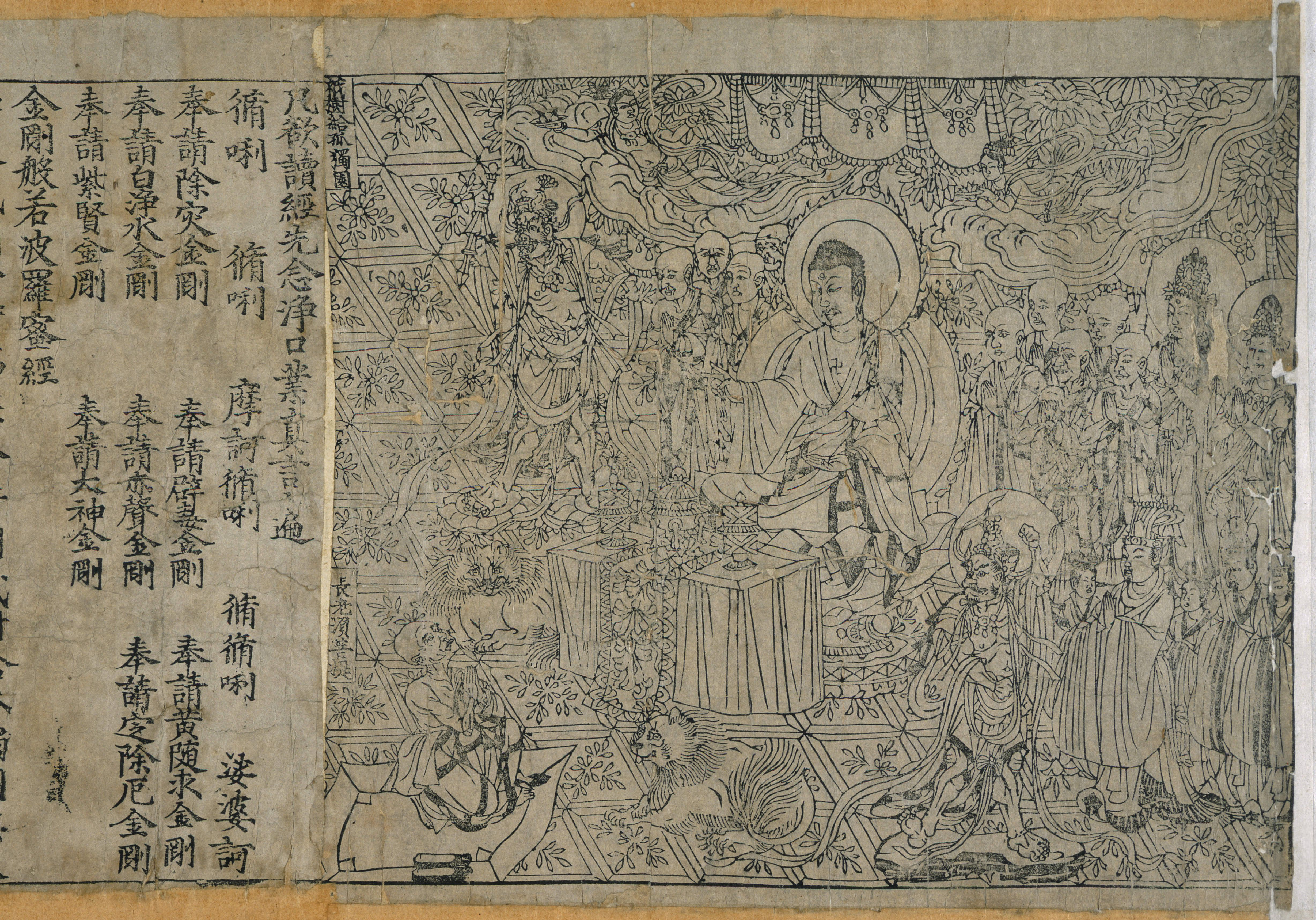
En sida från Diamantsutran som är utställd på British Library i London.

Diamantsutran eller Diamond Sutra (sanskrit: Vajracchedika-prajnaparamita-sutra) är en Mahayana-buddhistiskt text.
En kinesisk kopia av Diamantsutran från år 868 är världens äldsta kända tryckta bok. Boken som är tryckt med blocktryck, var en del av Dunhuangmanuskripten som hittades 1900 i Mogaogrottorna utanför Dunhuang i Gansuprovinsen Kina. I dag är Diamantsutran utställd på British Library i London.